# 東北地方の道路一覧
東北地方の道路一覧（とうほくちほうのどうろいちらん）は、東北地方の道路を東北地方内の地域別に分けた一覧である。

## 解説
- 「超広域」とは、その地域を走り、なおかつ他の地域にまたがって走る道路である。
- 「広域」とは、その地域内の複数の部分にまたがった道路である。地域内で完結している。
- 「未区分」は、地域内の区分が編集されていない。

## 超広域
- E4 東北自動車道（川口JCT - 青森）
- E49 磐越自動車道（いわきJCT - 新潟中央）
- E7 日本海東北自動車道（新潟中央JCT - 朝日まほろば、あつみ温泉 - 遊佐鳥海、象潟 - 河辺JCT）
- E6 常磐自動車道（三郷 - 亘理）
- 国道4号（東京都中央区 - 青森県青森市）
- 国道6号（東京都中央区 - 宮城県仙台市）
- 国道7号（新潟県新潟市 - 青森県青森市）
- 国道49号（福島県いわき市 - 新潟県新潟市）
- 国道113号（新潟県新潟市 - 福島県相馬市）
- 国道118号（茨城県水戸市 - 福島県会津若松市）
- 国道121号（山形県米沢市 - 栃木県芳賀郡益子町）
  - 大峠道路（福島県喜多方市 - 山形県米沢市）
- 国道252号（新潟県柏崎市 - 福島県会津若松市）
- 国道279号（北海道函館市 - 青森県上北郡野辺地町）
- 国道280号（青森県青森市 - 北海道函館市）
- 国道289号（新潟県新潟市 - 福島県いわき市）
- 国道294号（千葉県柏市 - 福島県会津若松市）
- 国道338号（北海道函館市 - 青森県上北郡おいらせ町）
- 国道345号（新潟県新潟市 - 山形県飽海郡遊佐町）
- 国道349号（茨城県水戸市 - 宮城県柴田郡柴田町）
- 国道400号（茨城県水戸市 - 福島県耶麻郡西会津町）
- 国道401号（福島県会津若松市 - 群馬県沼田市）
- 国道459号（新潟県新潟市 - 福島県双葉郡浪江町）

## 広域
- E4A 八戸自動車道（安代JCT - 八戸北）
- E46 / E7 秋田自動車道（北上JCT - 二ツ井白神）
  - 河辺JCT - 二ツ井白神間は E7 日本海沿岸東北自動車道との重複区間。
- E6 / E45 三陸沿岸道路（仙台港北 - 八戸JCT）
- E48 山形自動車道（村田JCT - 月山、湯殿山 - 鶴岡JCT）
- E13 東北中央自動車道（福島JCT - 東根北）
- 青岩バイパス（岩手県二戸市 - 青森県三戸郡三戸町）
- 国道13号（福島県福島市 - 秋田県秋田市）
- 国道45号（宮城県仙台市 - 青森県青森市）
- 国道46号（岩手県盛岡市 - 秋田県秋田市）
- 国道47号（宮城県仙台市 - 山形県酒田市）
- 国道48号（宮城県仙台市 - 山形県山形市）
- 国道101号（青森県青森市 - 秋田県秋田市）
- 国道103号（青森県青森市 - 秋田県大館市）
- 国道104号（青森県八戸市 - 秋田県大館市）
- 国道107号（岩手県大船渡市 - 秋田県由利本荘市）
- 国道108号（宮城県石巻市 - 秋田県由利本荘市）
  - 鬼首道路（宮城県大崎市 - 秋田県湯沢市）
- 国道109号（欠番）
- 国道110号（欠番）
- 国道111号（欠番）
- 国道282号（岩手県盛岡市 - 青森県平川市）
- 国道286号（宮城県仙台市 - 山形県山形市）
- 国道340号（岩手県陸前高田市 - 青森県八戸市）
- 国道342号（秋田県横手市 - 宮城県登米市）
- 国道344号（秋田県湯沢市 - 山形県酒田市）
- 国道347号（山形県寒河江市 - 宮城県大崎市）
- 国道397号（岩手県大船渡市 - 秋田県横手市）
- 国道398号（宮城県石巻市 - 秋田県由利本荘市）
- 国道399号（福島県いわき市 - 山形県南陽市）
- 国道456号（岩手県盛岡市 - 宮城県気仙沼市）
- 国道457号（岩手県一関市 - 宮城県白石市）

## 青森県
- E4A 青森自動車道（青森 - 青森東）
- E4A 上北自動車道
  - 上北道路（六戸JCT - 上北）
  - 上北天間林道路（上北 - 七戸）
- E4A 百石道路（八戸北 - 下田百石）
- E4A みちのく有料道路（上北郡七戸町天間林 - 青森市滝沢）
- E4A 第二みちのく有料道路（下田百石 - 六戸出入口）
- E64 津軽自動車道
  - 浪岡五所川原道路（浪岡 - 五所川原北）
  - 五所川原西バイパス（五所川原北 - つがる柏）
  - 鰺ヶ沢道路（西津軽郡鰺ヶ沢町 - 鰺ヶ沢）
- E45 三陸沿岸道路
  - 八戸・久慈自動車道
    - 八戸南環状道路（八戸JCT - 八戸南）
    - 八戸南道路（八戸南 - 階上）
- 下北半島縦貫道路（通称：下北道）（横浜吹越 - 野辺地）
- 国道102号（弘前市 - 十和田市）
- 国道339号（弘前市 - 東津軽郡外ヶ浜町三厩）
- 国道394号（むつ市 - 弘前市）
- 国道454号（八戸市 - 南津軽郡大鰐町）

### 県道
- 青森県の県道一覧

### 市町村道

#### 弘前市
- 岩木川右岸環状線（通称:弘前西バイパス）

#### 五所川原市
- 大町寺町線
- 岩木町飯詰線
- 湊寺町線

#### 黒石市
- 道前町野添線（通称:こみせ通り）

#### 十和田市
- 官庁街通り線（通称:十和田市官庁街通り）

#### 藤崎町
- 高瀬真那板縁線

#### 鶴田町
- 役場通り線

### バイパス道路
- 青森環状道路（青森市）
- 青森空港有料道路（青森市）
- 青森西バイパス（青森市）
- 青森東バイパス（青森市）
- 鰺ヶ沢バイパス（西津軽郡鰺ヶ沢町）
- 今別バイパス（東津軽郡今別町）
- 内真部バイパス（青森市）
- 宇樽部バイパス（十和田市）
- 奥入瀬バイパス（十和田市）
- 大畑バイパス（むつ市）
- 大鰐バイパス（南津軽郡大鰐町）
- 木造バイパス（つがる市）
- 黒石バイパス（黒石市 - 弘前市）
- 五戸バイパス（三戸郡五戸町）
- 三戸バイパス（三戸郡三戸町 - 南部町）
- 七戸バイパス（上北郡七戸町）
- 高田バイパス（青森市）
- 田子バイパス（三戸郡田子町）
- 土屋バイパス（東津軽郡平内町 - 青森市）
- 常盤バイパス（南津軽郡藤崎町 - 青森市）
- 十和田バイパス（十和田市）
- 浪岡バイパス（青森市）
- 野辺地バイパス（上北郡野辺地町・国道4号）
- 野辺地バイパス（上北郡野辺地町・国道279号）
- 八戸バイパス・八戸北バイパス（八戸市）
- 弘前バイパス（弘前市）
- 三沢バイパス（三沢市）
- E4A みちのく有料道路（上北郡七戸町 - 青森市）
- むつバイパス（むつ市）
- 横内バイパス（青森市）
- 六戸バイパス（上北郡六戸町）
- 六ヶ所バイパス（上北郡六ヶ所村）

## 岩手県
- E46 釜石自動車道（花巻JCT - 遠野）
  - 遠野道路（遠野 - 遠野住田）
  - 仙人峠道路（遠野住田 - 釜石仙人峠）
  - 釜石道路（釜石仙人峠 - 釜石JCT）
- E45 三陸沿岸道路
  - 三陸縦貫自動車道
    - 唐桑高田道路（唐桑小原木 - 陸前高田）
    - 高田道路（陸前高田 - 大船渡碁石海岸）
    - 大船渡三陸道路（大船渡碁石海岸 - 三陸）
    - 吉浜道路（三陸 - 吉浜）
    - 吉浜釜石道路（吉浜 - 釜石JCT）
    - 釜石山田道路（釜石JCT - 山田南）
    - 山田道路（山田南 - 山田）
    - 山田宮古道路（山田 - 宮古南）
    - 宮古道路（宮古南 - 宮古中央）
    - 宮古田老道路（田老真崎海岸 - 田老北）

  - 三陸北縦貫道路
    - 田老岩泉道路（田老北 - 岩泉龍泉洞）
    - 岩泉道路（岩泉龍泉洞 - 下閉伊郡田野畑村大芦）
    - 田野畑道路（下閉伊郡田野畑村大芦 - 同村田野畑）
    - 尾肝要道路（下閉伊郡田野畑村田野畑 - 同村尾肝要）
    - 尾肝要普代道路（下閉伊郡田野畑村尾肝要 - 下閉伊郡普代村第11地割）
    - 普代道路（下閉伊郡普代村第11地割 - 同村第16地割）

  - 八戸・久慈自動車道
    - 洋野階上道路（階上 - 侍浜）
    - 久慈北道路（侍浜 - 久慈北）
    - 久慈道路（久慈北 - 久慈）
- 国道106号（宮古市 - 盛岡市）
- 国道281号（盛岡市 - 久慈市）
- 国道283号（釜石市 - 花巻市）
- 国道284号（陸前高田市 - 一関市）
- 国道343号（陸前高田市 - 奥州市）
- 国道395号（久慈市 - 二戸市）
- 国道396号（遠野市 - 盛岡市）
- 国道455号（盛岡市 - 下閉伊郡岩泉町）

### 県道
- 岩手県の県道一覧

### 市町村道

#### 広域
- 滝沢市道・盛岡市道・矢巾町道・紫波町道西部開拓線
- 矢巾町道・雫石町道南昌トンネル線
- 盛岡市道・滝沢市道渋民停車場一本木線
- 盛岡市道・滝沢市道鍋屋敷・葉の木沢・砂込線

#### 盛岡市
- 映画館通り
- 大通
- 菜園通り（公園通り）
- 八幡町通り
- 本町通り
- 南大通
- 盛岡市道青山停車場線
- 盛岡市道岩手飯岡停車場線
- 盛岡市道岩山線
- 盛岡市道上田深沢線（黒石野通り）
- 盛岡市道開運橋向中野線（盛南大橋通り）
- 盛岡市道北山梨木町線
- 盛岡市道黒石野門前寺線
- 盛岡市道四十四田東黒石野線
- 盛岡市道下厨川稲荷町線
- 盛岡市道箱清水一丁目・厨川一丁目1号線
- 盛岡市道向中野東仙北線
- 盛岡市道盛岡競馬場線
- 盛岡市道松園中央線

#### 雫石町
- 雫石町道雫石環状線

#### 滝沢市
- 滝沢市道姥屋敷線
- 滝沢市道巣子停車場線

### バイパス道路
- 赤羽根バイパス（遠野市 - 気仙郡住田町）
- 安家バイパス（下閉伊郡岩泉町）
- 石鳥谷バイパス（花巻市）
- 一関バイパス（一関市 - 西磐井郡平泉町）
- 一戸バイパス（二戸郡一戸町）
- 一本木バイパス（滝沢市）
- 岩手川口バイパス（岩手郡岩手町）
- 江繋バイパス（宮古市）
- 江釣子バイパス（北上市）
- 大釜バイパス（滝沢市）
- 大槌バイパス（上閉伊郡大槌町）
- 大野バイパス（九戸郡洋野町）
- 大迫バイパス（花巻市）
- 乙部バイパス（盛岡市 - 紫波郡紫波町）
- 大船渡三陸道路（大船渡市）
- 金ケ崎バイパス（胆沢郡金ケ崎町 - 奥州市）
- 釜石バイパス（釜石市）
- 刈屋バイパス（宮古市）
- 軽米バイパス（九戸郡軽米町）
- 川井バイパス（久慈市）
- 観音林バイパス（九戸郡軽米町）
- 北上バイパス（北上市）
- 北山バイパス（盛岡市）
- 金田一バイパス（二戸市）
- 久慈バイパス・久慈道路（久慈市）
- 葛巻バイパス（岩手郡葛巻町）
- 厳美バイパス（一関市）
- 小軽米バイパス（九戸郡軽米町）
- 小峠バイパス（遠野市）
- 小川バイパス（下閉伊郡岩泉町）
- 小鳥谷バイパス（二戸郡一戸町）
- 御返地バイパス（二戸市）
- 衣川バイパス（奥州市）
- 笹間バイパス（花巻市 - 北上市）
- 猿沢バイパス（一関市）
- 雫石バイパス（岩手郡雫石町）
- 渋民バイパス（盛岡市）
- 浄法寺バイパス（二戸市）
- 関口バイパス（花巻市）
- 仙人峠道路（遠野市 - 釜石市）
  - 上郷道路（遠野市）
- 千厩バイパス（一関市）
- 達曽部道路（宮古市）
- 達曽部バイパス（遠野市）
- 種市バイパス（九戸郡洋野町）
- 土沢バイパス（花巻市）
- 遠野バイパス（遠野市）
- 都南川目道路（盛岡市）
- 西根バイパス（八幡平市）
- 二戸バイパス（二戸市）
- 沼宮内バイパス（岩手郡岩手町）
- 橋場バイパス（岩手郡雫石町）
- 花泉バイパス（一関市）
- 花巻東バイパス（花巻市）
- 早坂峠道路（盛岡市 - 下閉伊郡岩泉町）
- 日詰バイパス（紫波郡紫波町）
- 平泉バイパス（西磐井郡平泉町）
- 二又バイパス（陸前高田市）
- 蛇口バイパス（九戸郡軽米町）
- 前沢バイパス（奥州市）
- 水沢バイパス（奥州市）
- 水沢東バイパス（奥州市）
- 宮古バイパス（宮古市）
- 宮古北バイパス（宮古市）
- 室根バイパス（未開通 一関市）
- 茂市バイパス（宮古市）
- 盛岡バイパス（盛岡市）
- 盛岡西バイパス（盛岡市）
- 簗川道路（盛岡市）
- 矢作バイパス（陸前高田市）
- 山田道路（下閉伊郡山田町）
- 湯本バイパス（和賀郡西和賀町）
- 横川目バイパス（北上市）
- 陸前高田バイパス（陸前高田市）
- 分レバイパス（滝沢市）

## 宮城県
- 国道346号（仙台市 - 気仙沼市）
- 仙南広域農道（白石市 - 柴田郡川崎町）
- E48 仙台南部道路（仙台南 - 仙台若林JCT）
- E6 仙台東部道路（仙台港北 - 亘理）
- E6 仙台北部道路（利府JCT - 富谷）

### 県道
- 宮城県の県道一覧

### 仙台市
- 「愛称命名道路」「仙台市の歴史的町名活用道路一覧」参照。

### 市町村道
- 中里バイパス（石巻市）
- 牧山道路（石巻市）

### バイパス道路
- 赤石バイパス（仙台市太白区）
- 愛子バイパス（仙台市青葉区）
  - 仙台西道路（仙台市青葉区）
- 有壁バイパス（栗原市）
- 岩切バイパス（仙台市宮城野区 - 塩竈市）
- 岩出山バイパス（大崎市）
- 岩沼バイパス（岩沼市）
- 生出バイパス（仙台市太白区）
- 鹿島台バイパス（大崎市）
- 仮屋バイパス（登米市）
- 川崎バイパス（柴田郡川崎町）
- 川渡バイパス（大崎市）
- 金成バイパス（栗原市）
- 気仙沼バイパス（気仙沼市）
- 本吉バイパス（気仙沼市）
- 小牛田バイパス（遠田郡美里町）
- 三本木バイパス（大崎市）
- 柴田バイパス・大河原バイパス（柴田郡柴田町 - 大河原町）
- 白石バイパス（白石市）
- 仙台バイパス（名取市 - 仙台市泉区）
- 高城バイパス（宮城郡松島町）
- 高清水バイパス（栗原市）
- 築館バイパス（栗原市）
- 津山バイパス（登米市）
- 富谷バイパス（富谷市）
- 根白石バイパス（仙台市泉区）
- 古川バイパス（大崎市）
- 蛇田バイパス（石巻市）
- 村田バイパス（柴田郡村田町）
- 利府バイパス（宮城郡利府町）
- 涌谷バイパス（遠田郡涌谷町）
- 亘理バイパス（亘理郡亘理町）

## 秋田県
- E7 琴丘能代道路（秋田自動車道・国道7号）（琴丘森岳 - 二ツ井白神）
- E7 二ツ井今泉道路（日本海沿岸東北自動車道）（能代市二ツ井町小繋 - 北秋田市今泉）
- E7 鷹巣大館道路（日本海沿岸東北自動車道）（北秋田市脇神 - 大館市櫃崎）
- E7 大館西道路（秋田自動車道・国道7号）（二井田真中 - 釈迦内PA）
- 国道105号（由利本荘市 - 北秋田市）
- 国道285号（秋田市 - 鹿角市）
- 国道341号（鹿角市 - 由利本荘市）

### バイパス道路
- 秋田北バイパス（秋田市）
- 秋田中央道路（秋田市）
- 秋田南バイパス（秋田市）
- 大館バイパス（大館市）
- 大館南バイパス（大館市）
- 大曲バイパス（大仙市）
- 大曲西道路（大仙市）
- 大湯道路（湯沢市）
- 角館バイパス（仙北市）
- 鹿角八幡平バイパス（鹿角市）
- 刈和野バイパス（大仙市）
- 葛原バイパス（鹿角市 - 大館市）
- 金浦バイパス（にかほ市）
- 十文字バイパス（横手市）
- 昭和バイパス（潟上市 - 南秋田郡井川町）
- 鷹巣バイパス（北秋田市）
- 錦木バイパス（鹿角市）
- 能代バイパス（能代市）
- 能代南バイパス（能代市）
- 二ツ井バイパス（能代市）
- 横手バイパス（横手市）
- 横堀バイパス（湯沢市）

### 県道
- 秋田県の県道一覧

### 秋田市
- 秋田市の愛称命名道路（1983年制定、国道や都市計画道路も含む[1]）

## 山形県
- 国道112号（山形市 - 酒田市）
- 国道287号（米沢市 - 東根市）
- 国道348号（長井市 - 山形市）
- 国道458号（新庄市 - 上山市）
- E13 東北中央自動車道
  - 米沢南陽道路（米沢市 - 南陽市）
  - 尾花沢新庄道路（尾花沢市 - 新庄市）
  - 新庄北道路（新庄市）
  - 泉田道路（新庄市）
  - 主寝坂道路（最上郡金山町 - 最上郡真室川町）

### 県道
- 山形県の県道一覧

### バイパス
- 米沢バイパス（米沢市）
- 舘山バイパス（米沢市）
- 上山バイパス（上山市）
- 山形バイパス（上山市 - 天童市）
- 山形北バイパス（天童市 - 尾花沢市）
- 鼠ヶ関バイパス（鶴岡市）
- 鶴岡バイパス（鶴岡市）
- 三川バイパス（東田川郡三川町）
- 酒田バイパス（酒田市）
- 吹浦バイパス（飽海郡遊佐町）
- 亀割バイパス（最上郡舟形町 - 新庄市）
- 新庄南バイパス（新庄市）
- 新庄古口道路（新庄市 - 最上郡戸沢村）
- 寒河江バイパス（東村山郡中山町 - 寒河江市）
- 月山道路（西村山郡西川町 - 鶴岡市）
- 鶴岡東バイパス（鶴岡市）
- 鶴岡南バイパス（鶴岡市）
- 舘山バイパス（米沢市）
- 長井バイパス（長井市）
- 畔藤バイパス（西置賜郡白鷹町）
- 和合バイパス（西村山郡朝日町）
- 左沢バイパス（西村山郡大江町）

## 福島県
- 国道114号（福島市 - 双葉郡浪江町）
- 国道115号（相馬市 - 耶麻郡猪苗代町）
- 国道288号（郡山市 - 双葉郡双葉町）
- 福島県道42号矢吹小野線あぶくま高原道路（西白河郡矢吹町 - 田村郡小野町）
- 小名浜道路
- E80 あぶくま高原道路（西白河郡矢吹町 - 田村郡小野町）

### 県道
- 福島県の県道一覧

### 市道

#### 福島市
- レンガ通り
- 県庁通り
- 文化通り
- 並木通り
- 吾妻通り
- 万世町通り
- 中央通り・北裡通り
- パセオ470
- 金谷川スカイライン
- 福島市道南町浅川線（旧国道4号）
- 福島市道鎌田笹谷線（農免道路）
- 福島市道北沢又丸子線（福商通り）

#### 郡山市
- 内環状線
- うねめ通り
- 郡山インター線
- 郡山南インター線
- コスモス通り
- さくら通り
- 静御前通り（郡女通り）
- 昭和通り
- 東部幹線
- なかまち夢通り
- 美術館通り
- 日の出通り
- フロンティア通り
- 文化通り

#### いわき市
- レンガ通り
- いわき市道内郷平線
- 北好間菱川線（旧49号）
- 銀座通り

### バイパス
- あさか野バイパス（郡山バイパス　郡山市）
- 熱海バイパス（郡山市）
- 荒井バイパス（福島市）
- 飯坂バイパス（福島市）
- 猪苗代バイパス（耶麻郡猪苗代町）
- いわき水石トンネル（北好間防災）（いわき市）
- いわき三和トンネル（いわき市）
- 小沼崎バイパス（南会津郡下郷町）
- 掛田バイパス（伊達市）
- 甲子道路（南会津郡下郷町 - 西白河郡西郷村）
- 金曲バイパス（耶麻郡猪苗代町）
- 川俣バイパス（伊達郡川俣町）
- 喜多方バイパス（喜多方市）
- 北町バイパス（福島市）
- 桑折バイパス（伊達郡桑折町）
- 郡山東バイパス（郡山市）
- 小綱木バイパス（伊達郡川俣町）
- 小舟寺バイパス（喜多方市）
- 駒止バイパス（南会津郡南会津町）
- 坂本バイパス（河沼郡会津坂下町）
- 鮫川バイパス（東白川郡鮫川村）
- 常磐バイパス（いわき市）
- 白河バイパス（白河市）
- 須賀川バイパス（岩瀬郡鏡石町 - 須賀川市）
- 杉峠バイパス（大沼郡三島町 - 河沼郡会津坂下町）
- 国道6号相馬バイパス（相馬市 - 相馬郡新地町）
- 国道113号相馬バイパス（相馬郡新地町 - 相馬市）
- 相馬南バイパス（相馬市）
- 滝沢バイパス（会津若松市）
- 国道289号田島バイパス（南会津郡南会津町）
- 国道400号田島バイパス（南会津郡南会津町）
- 棚倉バイパス（東白川郡棚倉町）
- 月舘バイパス（伊達市）
- 津島バイパス（双葉郡浪江町）
- 土湯バイパス（福島市 - 耶麻郡猪苗代町）
- 手古岡バイパス（双葉郡川内村）
- 塔寺バイパス（河沼郡会津坂下町）
- 中島バイパス（いわき市）
- 荷路夫バイパス（いわき市）
- 二本松バイパス（二本松市）
- 久之浜バイパス（いわき市）
- 氷玉バイパス（南会津郡下郷町 - 大沼郡会津美里町）
- 福島西道路（福島市）
- 福島西バイパス（福島市）
- 福島南バイパス（二本松市 - 福島市）
- 富久山バイパス（郡山市）
- 国道288号船引バイパス（田村市）
- 国道349号船引バイパス（田村市）
- 真名子バイパス（西白河郡西郷村 - 岩瀬郡天栄村）
- 三春バイパス（田村郡三春町）
- 三春西バイパス（田村郡三春町）
- 宮古バイパス（喜多方市）
- 都路バイパス（田村市）
- 御代田バイパス（伊達市）
- 八木沢バイパス（大沼郡会津美里町）
- 梁川バイパス（伊達市）
- 湯野上バイパス（南会津郡下郷町）
- 若松西バイパス（会津若松市）
- 渡利バイパス（福島市）